# Thor Ekecrantz
Thor Emanuel Ekecrantz, född 18 januari 1856 i Stockholm, död 1 november 1939, var en svensk apotekare.
Ekecrantz avlade apotekarexamen 1880 samt tjänstgjorde därefter under en följd av år på apotek, men återupptog studierna och avlade 1893 mogenhetsexamen samt blev 1901 filosofie doktor vid Uppsala universitet. 1904-1921 var han professor i kemi och kemisk farmaci vid Farmaceutiska institutet samt 1904-1914 och 1918-22 tillika dess föreståndare. Ekecrantz grundade 1897 Svensk farmaceutisk tidskrift, vars redaktör han var till 1906.
Han var sekreterare i Farmaceutiska föreningen 1894-1902 och dess ordförande 1916-20. Han skrev ett 60-tal avhandlingar och flera läroböcker, bland dessa märks Vårt farmaceutiska undervisningsväsen (1898), Studier öfver benzaldoximer och deras reaktionsprodukter med diazometan (doktorsavhandling, 1900), Kort lärobok i organisk kemi (1906), Den kemiska forskningens historia (1907), Lärobok i farmaceutisk kemi (1909-1910), och därutöver ett betydande antal mindre arbeten huvudsakligen inom kemiska ämnesområden, publicerade i olika svenska och utländska facktidskrifter.